# Gran Premio motociclistico del Belgio 1981
Il Gran Premio motociclistico del Belgio fu il nono appuntamento del motomondiale 1981; si svolse il 5 luglio 1981 ed erano in programma le classi 50, 250, 500 e classe sidecar. Si è trattato della 33ª edizione del Gran Premio motociclistico del Belgio valida per il motomondiale.
Dopo che l'anno precedente si era svolto sul circuito di Zolder, la gara è tornata sul circuito di Spa-Francorchamps. Le vittorie sono andate a Marco Lucchinelli in classe 500, ad Anton Mang in classe 250, a Ricardo Tormo in classe 50, all'equipaggio Rolf Biland-Kurt Waltisperg tra i sidecar.

## Classe 500
Nella gara della classe regina, dopo che nei primi giri i piloti sono stati disturbati da un temporale, si è imposto l'italiano Marco Lucchinelli che ha battuto proprio sul traguardo lo statunitense Kenny Roberts, giunto a meno di un secondo di distacco; al terzo posto l'altro statunitense Randy Mamola. Per Lucchinelli si è trattato del terzo successo stagionale, secondo consecutivo, e ora si trova anche in testa alla classifica iridata con 9 punti di vantaggio su Mamola.

### Arrivati al traguardo
| Pos. | Pilota             | Moto     | Tempo    | Griglia | Punti |
| ---- | ------------------ | -------- | -------- | ------- | ----- |
| 1    | Marco Lucchinelli  | Suzuki   | 54:29.37 | 1       | 15    |
| 2    | Kenny Roberts      | Yamaha   | +0,53    | 3       | 12    |
| 3    | Randy Mamola       | Suzuki   | +16,93   | 4       | 10    |
| 4    | Barry Sheene       | Yamaha   | +18,17   | 2       | 8     |
| 5    | Boet van Dulmen    | Yamaha   | +41,49   | 7       | 6     |
| 6    | Jack Middelburg    | Suzuki   |          | 5       | 5     |
| 7    | Graeme Crosby      | Suzuki   |          | 10      | 4     |
| 8    | Marc Fontan        | Yamaha   |          | 6       | 3     |
| 9    | Willem Zoet        | Suzuki   |          | 8       | 2     |
| 10   | Bernard Fau        | Suzuki   |          | 11      | 1     |
| 11   | Sadao Asami        | Suzuki   |          | 9       |       |
| 12   | Guido Paci         | Yamaha   |          | 31      |       |
| 13   | Keith Huewen       | Suzuki   |          | 21      |       |
| 14   | Dale Singleton     | Suzuki   |          | 17      |       |
| 15   | Sergio Pellandini  | Yamaha   |          | 18      |       |
| 16   | Giovanni Pelletier | Suzuki   |          | 13      |       |
| 17   | Seppo Rossi        | Suzuki   |          | 25      |       |
| 18   | Dominique Pernet   | Yamaha   |          | 16      |       |
| 19   | Kork Ballington    | Kawasaki |          | 12      |       |
| 20   | Steve Parrish      | Yamaha   |          | 22      |       |
| 21   | Børge Nielsen      | Suzuki   |          | 32      |       |
| 22   | Stu Avant          | Suzuki   |          | 23      |       |
| 23   | Michel Frutschi    | Yamaha   |          | 15      |       |
| 24   | Philippe Chaltin   | Suzuki   |          | 34      |       |
| 25   | Dennis Ireland     | Suzuki   |          | 36      |       |
| 26   | Dave Potter        | Yamaha   |          | 24      |       |
| 27   | Philippe Coulon    | Suzuki   |          | 14      |       |
| 28   | Gary Lingham       | Suzuki   |          | 29      |       |
| 29   | Christian Estrosi  | Yamaha   |          | 20      |       |

### Ritirati
| Pilota           | Moto       | Motivo | Griglia |
| ---------------- | ---------- | ------ | ------- |
| Graziano Rossi   | Morbidelli |        | 30      |
| Gregg Hansford   | Kawasaki   |        | 33      |
| Kimmo Kopra      | Suzuki     |        | 26      |
| Christian Sarron | Yamaha     |        | 19      |
| Peter Sjöström   | Suzuki     |        | 28      |
| Franck Gross     | Suzuki     |        | 35      |
| Franco Uncini    | Suzuki     |        | 27      |

## Classe 250
Il pilota tedesco Anton Mang ha ottenuto il quinto successo stagionale su sette apparizioni della classe, il quarto consecutivo. Alle sue spalle il venezuelano Carlos Lavado e il francese Jean-François Baldé che sono anche i piloti che stanno lottando per il secondo posto finale del campionato, essendo il titolo ormai largamente ipotecato da Mang.

### Arrivati al traguardo
| Pos. | Pilota                 | Moto         | Tempo    | Griglia | Punti |
| ---- | ---------------------- | ------------ | -------- | ------- | ----- |
| 1    | Anton Mang             | Kawasaki     | 50'37.74 | 1       | 15    |
| 2    | Carlos Lavado          | Yamaha       | 50'45.47 | 2       | 12    |
| 3    | Jean-François Baldé    | Kawasaki     | 50'16.59 | 6       | 10    |
| 4    | Jean-Marc Toffolo      | Rotax        | 51'19.24 | 9       | 8     |
| 5    | Didier de Radiguès     | Yamaha       | 51'21.24 | 3       | 6     |
| 6    | Jean-Louis Tournadre   | Yamaha       |          | 12      | 5     |
| 7    | Sito Pons              | Siroko-Rotax |          | 16      | 4     |
| 8    | Maurizio Massimiani    | Ad majora    |          | 19      | 3     |
| 9    | Jacques Bolle          | Yamaha       |          | 7       | 2     |
| 10   | André Gouin            | Yamaha       |          | 15      | 1     |
| 11   | Roland Freymond        | Ad Majora    |          | 4       |       |
| 12   | Patrick Fernandez      | Yamaha       |          | 22      |       |
| 13   | Graeme Geddes          | Yamaha       |          | 20      |       |
| 14   | Jean-Louis Guignabodet | Kawasaki     |          | 27      |       |
| 15   | Pierre Tocco           | Yamaha       |          | 17      |       |
| 16   | Roger Sibille          | Yamaha       |          | 26      |       |
| 17   | Eero Hyvärinen         | Yamaha       |          | 25      |       |
| 18   | Paolo Ferretti         | Yamaha       |          | 21      |       |
| 19   | Gerhard Waibel         | Yamaha       |          | 29      |       |
| 20   | Olivier Liegeois       | Yamaha       |          | 33      |       |

### Ritirati
| Pilota             | Moto      | Motivo | Griglia |
| ------------------ | --------- | ------ | ------- |
| Pierre Bolle       | Yamaha    |        | 5       |
| Jacques Bolle      | Yamaha    |        | 7       |
| Franco Marchegiani | Yamaha    |        | 8       |
| Jean-Jacques Peyre | Yamaha    |        | 10      |
| Alain Beraud       | Yamaha    |        | 11      |
| Martin Wimmer      | Yamaha    |        | 13      |
| Thierry Espié      | Pernod    |        | 18      |
| Alan North         | Yamaha    |        | 23      |
| Hervé Guilleux     | Siroko    |        | 24      |
| Mick Grant         | Armstrong |        | 28      |
| Graeme McGregor    | Armstrong |        | 30      |
| Tony Rogers        | Rotax     |        | 31      |
| Jeffrey Sayle      | Armstrong |        | 32      |
| August Auinger     | Rotax     |        | 34      |
| Mar Shouten        | Yamaha    |        | 35      |

## Classe 50
Anche nella classe di minor cilindrata del motomondiale il titolo iridato appare già quasi assegnato, in questo caso al pilota spagnolo Ricardo Tormo che ha ottenuto in Belgio la sua quinta vittoria consecutiva. Alle sue spalle sul podio una coppia di piloti olandesi: Henk van Kessel e Theo Timmer. Per l'assegnazione matematica del titolo basterà attendere la gara successiva dato che l'unico pilota che ancora potrebbe ottenerlo oltre a Tormo è lo svizzero Stefan Dörflinger, assente per la caduta nel GP precedente e ancora ingessato.

### Arrivati al traguardo
| Pos. | Pilota              | Moto     | Tempo    | Griglia | Punti |
| ---- | ------------------- | -------- | -------- | ------- | ----- |
| 1    | Ricardo Tormo       | Kreidler | 33'32.53 | 1       | 15    |
| 2    | Henk van Kessel     | Kreidler | 33'32.53 | 4       | 12    |
| 3    | Theo Timmer         | Bultaco  | 33'37.04 | 3       | 10    |
| 4    | Rolf Blatter        | Kreidler | 33'58.43 | 7       | 8     |
| 5    | Hans-Jürgen Hummel  | Sachs    | 34'22.24 | 10      | 6     |
| 6    | George Looijesteijn | Kreidler | 34'47.01 | 11      | 5     |
| 7    | Joaquin Gali        | Bultaco  |          | 17      | 4     |
| 8    | Pascal Kambourian   | Kreidler |          | 14      | 3     |
| 9    | Günter Schirnhofer  | Kreidler |          | 8       | 2     |
| 10   | Chris Baert         | CVD      |          | 16      | 1     |
| 11   | Gerhard Bauer       | Kreidler |          | 12      |       |
| 12   | Zdravko Matulja     | Tormo    |          | 22      |       |
| 13   | Rainer Scheidhauer  | Kreidler |          | 13      |       |
| 14   | Joe Genoud          | RYB      |          | 15      |       |
| 15   | Jos van Dongen      | Kreidler |          | 26      |       |
| 16   | Ramon Gali          | Kreidler |          | 20      |       |
| 17   | Bruno di Carlo      | Kreidler |          | 18      |       |
| 18   | Thomas Engl         | PCR      |          | 21      |       |
| 19   | Gerhard Singer      | Kreidler |          | 6       |       |
| 20   | Otto Machinek       | Kreidler |          | 24      |       |
| 21   | Ingo Emmerich       | Kreidler |          | 5       |       |
| 22   | Kasimir Rapczynski  | Kreidler |          | 28      |       |
| 23   | Mika Sakari Kumo    | Kreidler |          | 30      |       |
| 24   | Ove Skifjeld        | Kreidler |          | 33      |       |
| 25   | Spencer Crabbe      | MBA      |          | 34      |       |
| 26   | Klaus Kull          | Kreidler |          | 19      |       |
| 27   | Dirk van der Donckt | Kreidler |          | 32      |       |
| 28   | Robert Evrard       | Kreidler |          | 29      |       |

### Ritirati
| Pilota        | Moto     | Motivo | Griglia |
| ------------- | -------- | ------ | ------- |
| Hagen Klein   | Kreidler |        |         |
| Reiner Kunz   | Kreidler |        | 9       |
| Serge Julin   | JVM      |        | 23      |
| Guido Delys   | Jamathi  |        | 25      |
| Reiner Koster | Malanca  |        | 27      |
| Yves Dupont   | ABF      |        |         |

## Classe sidecar
La gara dei sidecar è caratterizzata dal duello tra l'equipaggio leader della classifica Alain Michel-Michael Burkhard e gli svizzeri Rolf Biland-Kurt Waltisperg; i primi vedono però vanificate le loro speranze di vittoria da un problema al motore che nelle ultime fasi li fa scivolare al terzo posto, superati anche dai campioni in carica Jock Taylor-Benga Johansson, altri rivali nella corsa al titolo. Per Biland e Waltisperg arriva quindi con ampio margine il terzo successo stagionale.
Dopo questo GP la lotta per il mondiale appare molto serrata: Michel conduce con 72 punti, Biland è a quota 67 e Taylor a 65.

### Arrivati al traguardo (posizioni a punti)[4]
| Pos | Pilota           | Passeggero         | Moto          | Tempo    | Punti |
| --- | ---------------- | ------------------ | ------------- | -------- | ----- |
| 1   | Rolf Biland      | Kurt Waltisperg    | LCR-Yamaha    | 50'29"85 | 15    |
| 2   | Jock Taylor      | Benga Johansson    | Fowler-Yamaha | 50'58"86 | 12    |
| 3   | Alain Michel     | Michael Burkhard   | Seymaz-Yamaha | 51'07"04 | 10    |
| 4   | Michel Vanneste  | Serge Vanneste     | Seymaz-Yamaha | 52'24"47 | 8     |
| 5   | Derek Jones      | Brian Ayres        | ?-Yamaha      | 52'37"49 | 6     |
| 6   | Werner Schwärzel | Andreas Huber      | Seymaz-Yamaha |          | 5     |
| 7   | Patrick Thomas   | Jean-Marc Fresc    | Seymaz-Yamaha |          | 4     |
| 8   | Egbert Streuer   | Bernard Schnieders | LCR-Yamaha    |          | 3     |
| 9   | Mick Boddice     | Chas Birks         | ?-Yamaha      |          | 2     |
| 10  | Jesco Höckert    | Thomas Riedel      | Busch-Yamaha  |          | 1     |